# Линия Виктория
Линия Виктория (англ. Victoria line) — линия Лондонского метрополитена, проложенная через Вест-Энд между станциями Брикстон на юге Лондона и Волтемстоу-Сентрал на северо-востоке. На схеме лондонского метро обозначена голубым цветом. Наряду с линией Ватерлоо-энд-Сити является одной из двух полностью подземных линий лондонского метрополитена.

## История
Линия построена в 1960-х годах для уменьшения пассажиропотока на соседних линиях и стала первой полностью новой линией метро в Лондоне за предшествующие 50 лет.
Действует с 1 сентября 1968 года, официальная церемония открытия состоялась 7 марта 1969 года.

## Описание
Поезда следуют с интервалом от двух до двух с половиной (в часы пик) минут от станции Брикстон до станции Севен-Систерс, в остальное время до трёх минут, примерно два поезда из трёх идут далее до станции Волтемстоу-Сентрал. Все 16 станций линии находятся под землёй.

## Станции
| Станция                                                    | Изображение | Дата открытия  | На линии «Виктория» | Примечания                                                                                              |
| ---------------------------------------------------------- | ----------- | -------------- | ------------------- | --- |
| Волтемстоу-Сентрал (англ. Walthamstow Central)             |             | 26.04.1870     | 01.09.1968          | London Overground                                                                                       |
| Блэкхорс-роуд (англ. Blackhorse Road)                      |             | 19.07.1894     | 01.09.1968          | London Overground                                                                                       |
| Тоттенхэм-хейл · (англ. Tottenham Hale)                    |             | 15.09.1840[TH] | 01.09.1968          | National Rail                                                                                           |
| Севен-Систерс (англ. Seven Sisters) [SS]                   |             | 22.07.1872     | 01.09.1968          | London Overground, National Rail                                                                        |
| Финсбери-парк (англ. Finsbury Park)                        |             | 01.07.1861[FP] | 01.09.1968          | Линия Пикадилли (CPI), National Rail                                                                    |
| Хайбери-энд-Ислингтон (англ. Highbury & Islington)         |             | 26.09.1850     | 01.09.1968          | Great Northern trains to Welwyn Garden City and Moorgate (CPI), London Overground                       |
| Кингс-Кросс Сент-Панкрас (англ. King’s Cross St. Pancras)  |             | 10.01.1863     | 01.12.1968          | Northern (Bank branch), Piccadilly, Circle, Metropolitan, and Hammersmith and City lines; National Rail |
| Юстон (англ. Euston)                                       |             | 12.05.1907     | 01.12.1968          | Northern line (CPI with Bank branch), London Overground, National Rail                                  |
| Уоррен-стрит (англ. Warren Street)                         |             | 22.06.1907     | 01.12.1968          | Northern line (Charing Cross branch)                                                                    |
| Oxford Circus                                              |             | 30.07.1900     | 07.03.1969          | Бейкерлоо (CPI) и Центральная линия                                                                     |
| Грин-парк (англ. Green Park)                               |             | 15.12.1906     | 07.03.1969          | Пикадилли и Юбилейная линия                                                                             |
| Виктория · (англ. Victoria) ( Поезда до станции «Gatwick») |             | 01.10.1860     | 07.03.1969          | Дистрикт и Кольцевая линия, National Rail                                                               |
| Пимлико (англ. Pimlico)                                    |             | 14.09.1972     | 14.09.1972          | н/д |
| Воксхолл (англ. Vauxhall)                                  |             | 11.07.1848     | 23.07.1971          | National Rail, London River Services (St George Wharf Pier)                                             |
| Стоквел (англ. Stockwell)                                  |             | 04.11.1890     | 23.07.1971          | Northern line (CPI)                                                                                     |
| Брикстон (англ. Brixton)                                   |             | 23.07.1971     | 23.07.1971          | National Rail (within 100 metres' walking distance)                                                     |

| SS «Севен-Систерс» — единственная станция на линии с более чем двумя платформами. Третья платформа предназначена для поездов, которые заканчивают своё пассажирское движение от станции «Брикстон», после чего следуют в электродепо «Нортумберленд-парк», а не в сторону «Волтемстоу-Сентрал», как всё остальные. |
| TH Была открыта как «Тоттенхэм» (англ. Tottenham), переименована 1 декабря 1968 года. |
| FP Была открыта как «Севен-Систерс-роуд» (англ. Seven Sisters Road (Holloway)), переименована 15 ноября 1869 года. |